# 绿桥 (圣彼得堡)

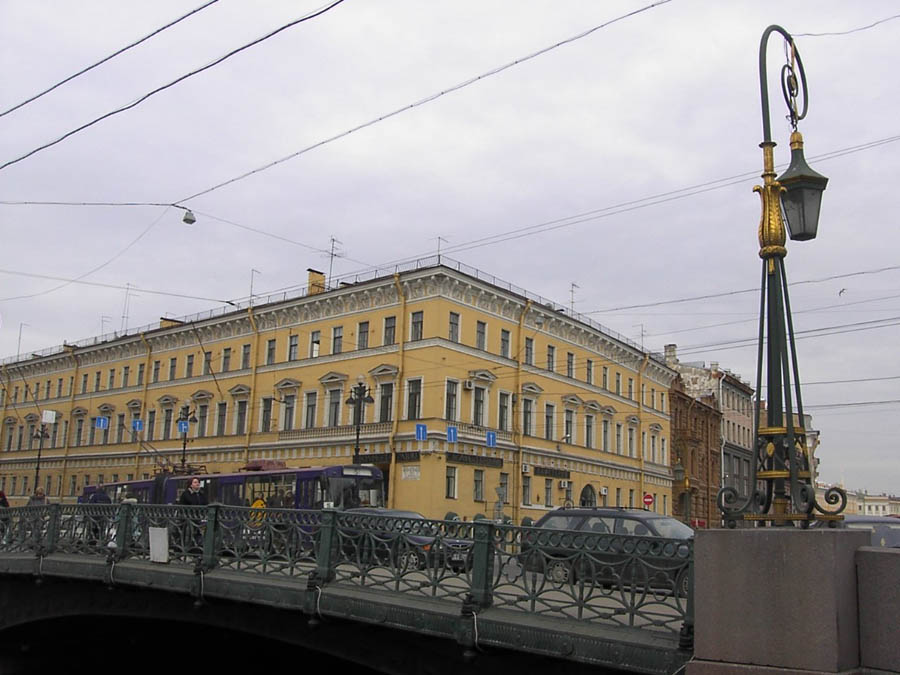
绿桥

绿桥（羅馬化：Zelyony most），又名警察桥、人民桥，是俄罗斯圣彼得堡的一座跨莫伊卡河的桥梁，也是该市的第一座铸铁桥。
1713年，在涅瓦河左岸修建了涅瓦大街。1716年，在涅瓦河与莫伊卡河交会的地方，修建了一座木桥。1730年，它被涂成绿色，因而得名绿桥。1768年，该桥因靠近圣彼得堡的警察总署而更名警察桥。1806年，修建了目前的铸铁桥。1842年，警察桥被加宽，以适应涅瓦大街日益增长的交通。1844年，它成为俄罗斯第一座铺设沥青的桥梁。1904至1907年，由于铺设电车轨道，桥梁再次加宽，并增设了路灯。1918年，绿桥更名为人民桥，1998年恢复绿桥旧名。
毗邻绿桥的建筑有契切林楼和斯特罗加诺夫宫。
59°56′10″N 30°19′11″E / 59.9362°N 30.3196°E